# سنگ‌پهنه

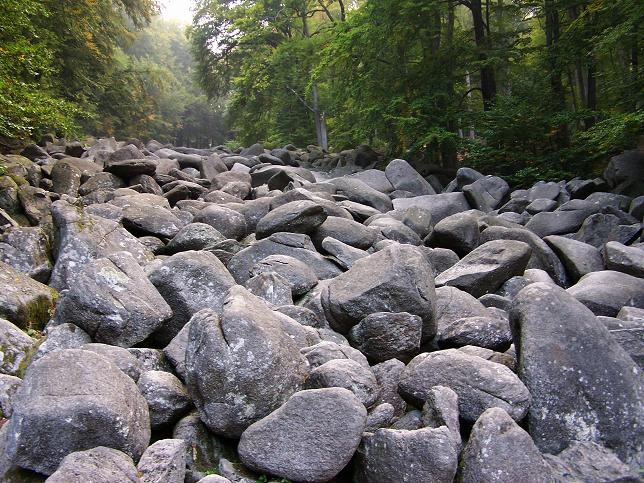
سنگ‌پهنه‌ای به شکل رود سنگی در لاوترتال-رایشن‌باخ (اودن‌والد)

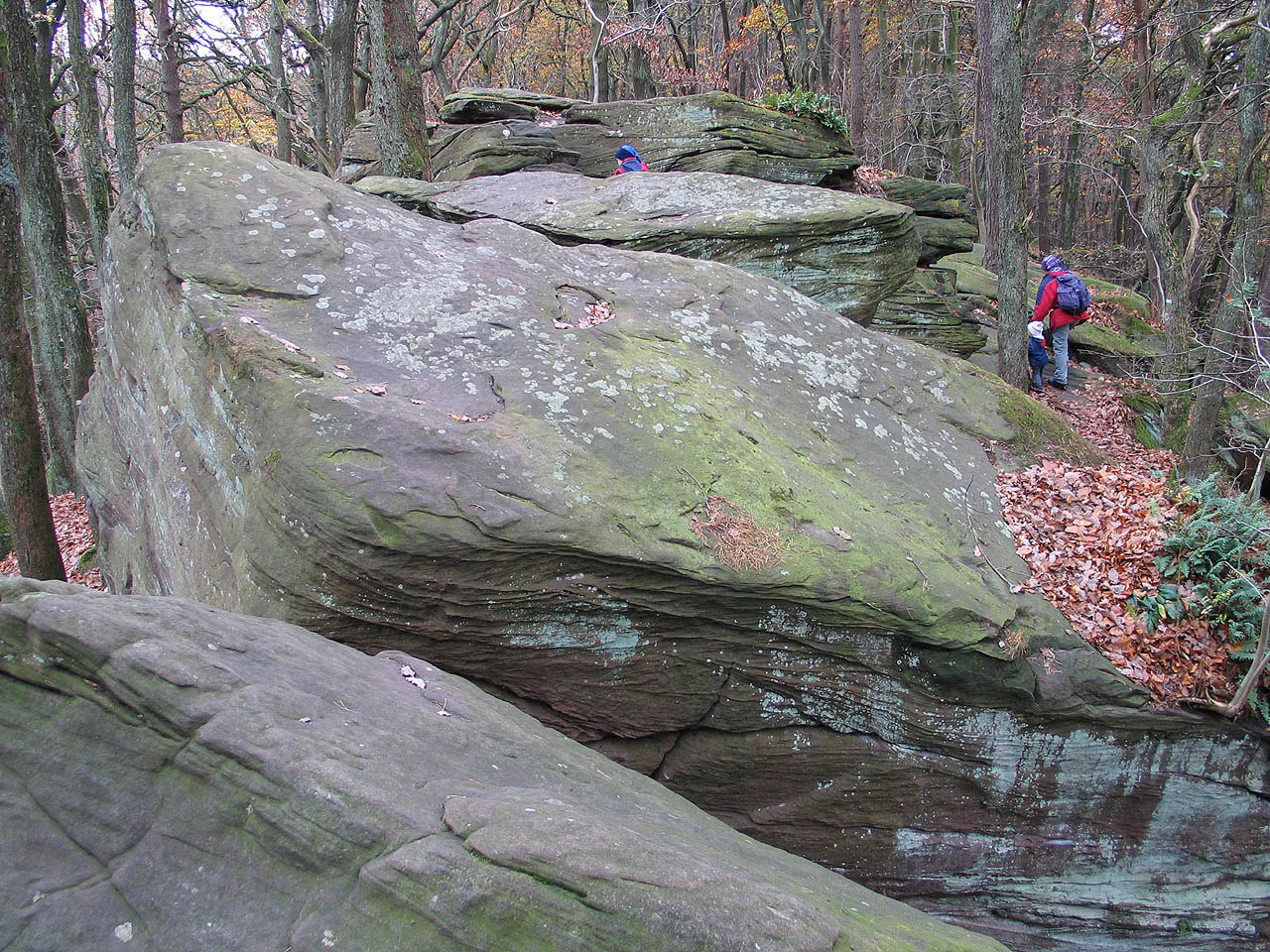
سنگ‌پهنهٔ خرسنگی در کالمیت آلمان

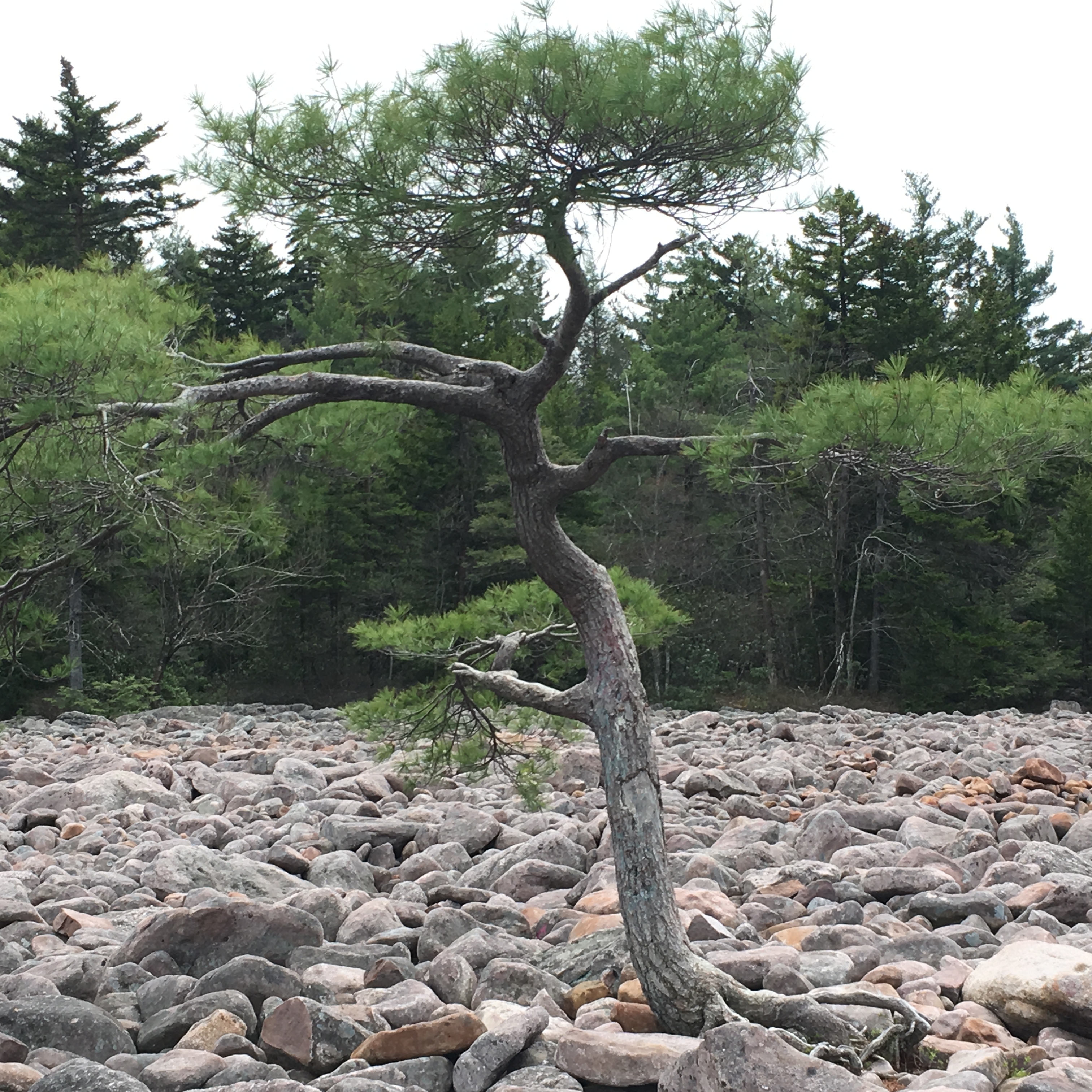
یک کاج سفید شرقی در سنگ‌پهنه هیکوری ران

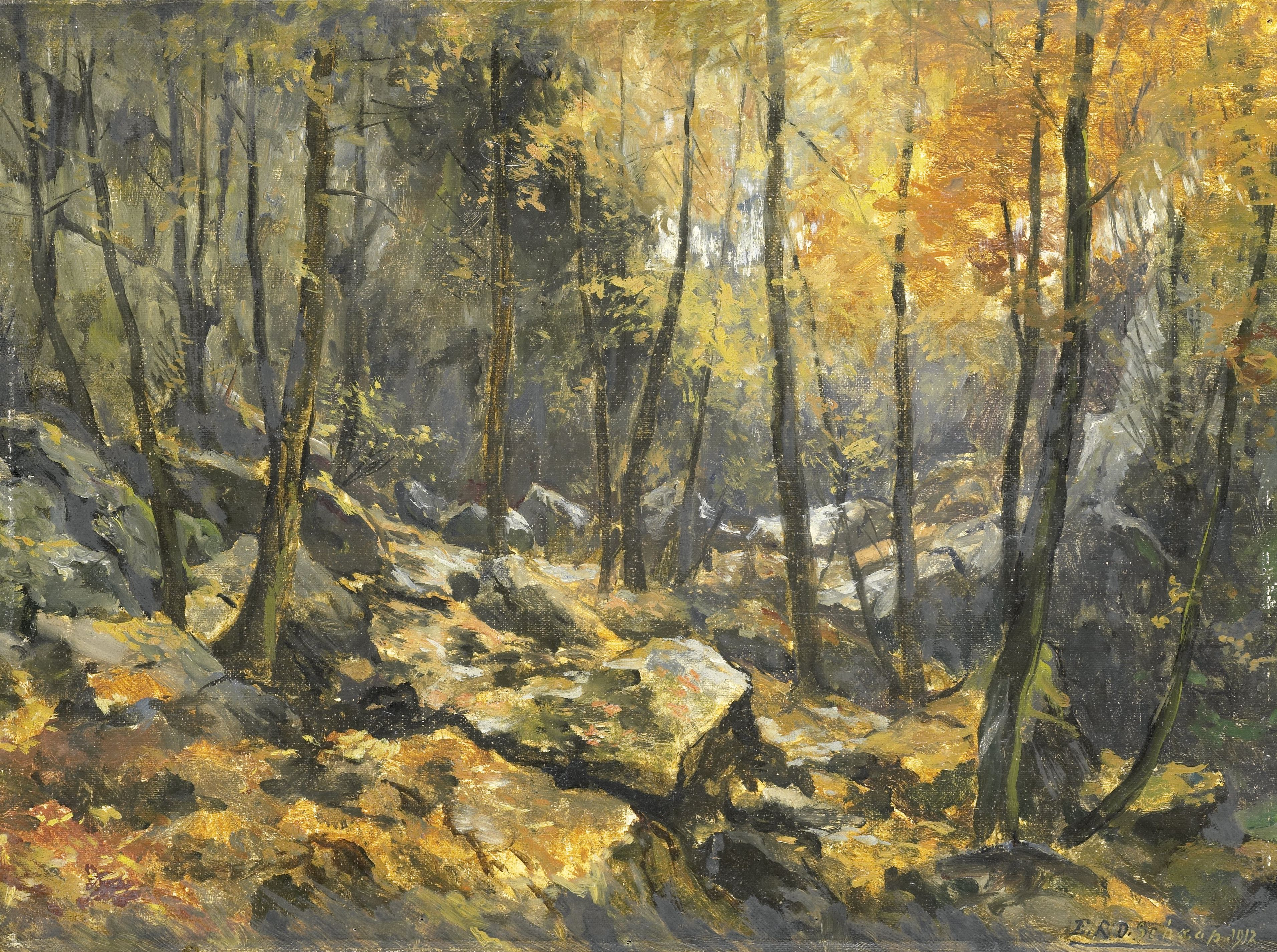
سنگ‌پهنه، نقاشی از اخبرت اسخاپ (۱۹۱۲). موزه ملی آمستردام

سَنگ‌پَهنه در جغرافیا به سطحی از زمین گفته می‌شود که با تخته‌سنگ‌های بزرگ و کوچک پوشیده شده باشد. سنگ‌پهنه‌ها از آنجا که از حرکت‌های توده‌ای کوهپایه‌ای سرچشمه نمی‌گیرند، با دامنه‌های واریزه‌ای و دامنه‌های سنگ‌ریزه‌ای تفاوت داردند. سنگ‌پهنه‌ها بسته به نوع گسترهٔ خود می‌توانند به شکل «رود سنگی»، «دشت سنگی» و «پهنهٔ خرسنگی» باشند.
سنگ‌پهنه‌ها معمولاً عوارض زمین‌ریخت‌شناختی نسبتاً جوانی هستند. بیشتر سنگ‌پهنه‌ها در طول یا پس از آخرین عصر یخبندان (تقریباً ۲۰۰۰۰ سال پیش) شکل گرفتند. برخی دیگر ممکن است از عارضه‌های پیش از یخبندان باشند که از عصر یخبندان در زیر یخچال‌های سرد باقی مانده‌اند.

## پراکنش
سنگ‌پهنه‌ها معمولاً مربوط به مناطقی با اقلیم آلپی و زیرشمالگانی و پیرامون یخچال‌های طبیعی هستند. سنگ‌پهنه‌ها اغلب در مناطق کوهستانی مرتفع در نزدیکی دایره قطب شمال، به‌ویژه در ایسلند، قطب شمال کانادا و نروژ یافت می‌شوند و هنوز در بخش‌هایی از اروپای مرکزی که توسط صفحات یخی پوشانده نشده‌اند فعال هستند. در نیمکره جنوبی سنگ‌پهنه‌های غیرفعال را می‌توان در ارتفاعات لسوتو، و جزایر پرنس ادوارد یافت.
بیشتر سنگ‌پهنه‌های شناخته‌شده در نیمکره شمالی قرار دارند. نمونه‌هایی را می‌توان در پارک ملی آبیسکو در سوئد، پارک ملی اسنودونیا در ولز، و رود تخته‌سنگی در کوه‌های آپالاش ایالات متحده یافت.

## پیدایش
باور دانشمندان بر این است که پهنه‌های سنگی در اثر هوازدگی یخبندان در زیر سطح یخ‌ها تشکیل می‌شوند. یک نظریه دیگر می‌گوید که سنگ‌پهنه‌های امروزی ممکن است از هوازدگی شیمیایی ناشی شده باشند که در نئوژن، زمانی که آب و هوا نسبتاً گرمتر بود، رخ داده‌است یخ زدن‌ها و ذوب شدن‌های پیاپی، لایه بالایی این سنگ را شکسته و لایه زیرین را با سنگ‌های دندانه‌دار و زاویه‌دار پوشانده‌است. سنگ‌پهنه‌ها در محل تشکیل می‌شوند، به این معنی که در حین یا پس از ایجادشان جابه‌جا نمی‌شوند.
به دلیل شیب مورد نیاز، آن‌ها بیشتر در فلات‌ها یافت می‌شوند. سنگ‌های بازالت و رسوبی اغلب سنگ‌پهنه‌های بزرگتر و پرتعدادتری نسبت به سایر انواع سنگ تولید می‌کنند. سنگ‌پهنه‌ها فقط در شیب‌های ۲۵ درجه یا کمتر تشکیل می‌شوند. زاویه تندتر منجر به برده شدن سنگ‌ها از محل به دلیل گرانش و تشکیل دامنه‌های واریزه‌ای به جای سنگ‌پهنه می‌شود.
عمق سنگ‌پهنه‌ها به زاویه شیب، انواع سنگ، سن و تاریخچه فرسایش بستگی دارد. با این حال، میانگین معقول برای عمق سنگ‌پهنه‌ها تقریباً ۱ متر است.